# Pseudofrenelopsis parceramosa
Pseudofrenelopsis parceramosa — викопний вид хвойних рослин родини Хейролепідієві (Cheirolepidiaceae), що існував у кінці крейдового періоду, 112—109 млн років тому. Скам'янілі рештки виду знайдені у США (Арканзас, Вірджинія) та Південній Кореї.